# Johann Maria Farina
Johann Maria Farina (italsky Giovanni Maria Farina; 8. prosince 1685 Santa Maria Maggiore - 25. listopadu 1766 Kolín nad Rýnem) byl italsko-německý voňavkář. Byl vynálezcem aqua mirabilis (vonné vody), kterou nazval Eau de Cologne, tedy Kolínská voda. Po jeho smrti se z Eau de Cologne stal název celé třídy kosmetiky.
Farina se v roce 1714 připojil k firmě svého bratra Johanna Baptisty v Kolíně nad Rýnem, která byla založena v roce 1709, a významně se podílel na jejím rozvoji. V roce 1723 se bratři přestěhovali do domu v Obenmarspforten 23 „naproti náměstí Jülichs- Platz“, takže se Farinova firma pak jmenovala „Johann Maria Farina gegenüber dem Jülichs-Platz“. Farina pojmenoval svůj nepřekonatelný elixír na počest svého nového domova „Eau de Cologne“, tedy Kolínská voda. Jeho vůně byla vůní panovnických dvorů 18. století. Když se tehdy řeklo Eau de Cologne, myslela se Farinova kosmetika. Po francouzské revoluci na konci 18. století se mnozí pokoušeli kopírovat vůni a název Eau de Cologne. Vzhledem k tomu, že tehdy neexistovala právní ochrana obchodních známek, stala se Eau de Cologne (kolínská) názvem celé třídy kosmetiky. Město Kolín nad Rýnem Farinu poctilo sochou na radniční věži.
| „                     | Moje vůně je jako italské jarní ráno po dešti, pomeranč, pomelo, citron, bergamot, cedrát, limeta a květiny a byliny mé vlasti. | “ |
| — Johann Maria Farina | |   |

Johann Maria Farina zemřel bezdětný. Jeho hrob se nachází na Melatenském hřbitově v Kolíně nad Rýnem. Na hrobě jeho prasynovce Johanna Baptisty Fariny (hlavní cesta hřbitova) je pamětní deska.